# Anisio de Tesalónica
Anisio (en griego: Ανύσιος, romanizado: Anysios, f. Tesalónica, 406), fue un obispo de Tesalónica; es venerado como santo, y celebrado el 30 de diciembre.

## Hagiografía
Anysios era el obispo de Tesalónica.  Su arquidiócesis se ubica en el período 383-406.  Durante sus días, se aclaró la supremacía normal de su asiento sobre las otras sedes episcopales del Ilírico Oriental, así como las intenciones de Roma de imponer sus pretensiones de capital regular.  El Papa Inocencio I (que asumió el cargo en 401) siguió con mayor determinación la política de sus predecesores desde Damasco en adelante, con el objetivo de estrechar las relaciones entre Roma y los ilirios, que pretendían pertenecer a la Santa Sede.  Por eso fortaleció la posición de Salónica como su representante.  Esta representación se convirtió en definitiva tras la muerte de Anysios, bajo el mando del obispo Roufos, en el 412.
Anysios tenía relaciones y correspondencia con el obispo Ambrosio de Milán.  Juan Crisóstomo lo rodeó de aprecio.  En una carta desde el exilio, instó a Anysios a no participar en la lucha para corregir los textos equivocados en la Iglesia.
La Iglesia Occidental lo celebra como santo el 30 de diciembre.